# Gondola lariana
La gondola lariana lombarda è un'imbarcazione storica a vela per il trasporto di merci tipica del Lago di Como. Ha forme aggraziate con fiancate tonde e prua slanciata.

## Storia
Se ne ipotizza una discendenza dalla liburnica, una nave d'epoca romana: avevano in comune la manovrabilità (data dal fondo piatto) e due false chiglie (una a prua e una a poppa) che permettevano di navigare a vela senza scarrocciare troppo.
L'introduzione della navigazione a vapore (nel 1826 sul Lario) portò a una concorrenza tra gondole e piroscafi, ma le gondole sopravvissero soprattutto per la loro praticità, dato che i piroscafi potevano approdare solo a pontili attrezzati. Il trasporto con gondole durò fino verso la metà del Novecento, superato dal trasporto via terra su autocarri o ferrovia.
Esemplari sono custoditi al Museo nazionale della scienza e della tecnologia Leonardo da Vinci di Milano ed al Museo Barca Lariana di Pianello del Lario. Due gondole rimangono ancora sul lago, ormeggiate al molo di Loppia (Bellagio): la "Giulia" e la "Rosina".

## Struttura
Non esisteva una misura standard per le dimensioni, dato che sono citate anche gondole di 30 metri di lunghezza e con portata di 120 tonnellate.
Era caratterizzata da una prua sottile con un mezzo ponte e una poppa rigonfia con un piccolo riparo, detto tèm (come per il comballo), ricavato da un piccolo mezzo ponte e chiuso da porte. La parte centrale dell'imbarcazione aveva due zone: una a prua scoperta fino all'albero e una nella parte a poppa che poteva essere coperta tramite cerchi in legno a sostenere una tendone.
Lo scafo era a fondo piatto, malgrado la curvatura dei fianchi. Per l'approdo c'era a prua il dolfin (dùlfen) posticcio. Il governo avveniva con l'unico timone (guernàc) comandato da un'asta (magnöla). Era provvista di due lunghi remi legati a scalmi (tremiòn) in legno duro o, più raramente, in ferro.
Era dotata di una passerella esterna ai cerchi (capèl o passadüra), utilizzata per gli spostamenti quando la parte centrale era ingombra per il carico. Era anche utile per le manovre in cui il barcaiolo utilizzava il puntàal (mezzomarinaro di 6 o 7 metri per spingere puntandola sul fondo).

### Dettagli
Era particolarmente curata esteticamente: sia il pattino a prua sia il timone a poppa erano decorati con una voluta.
Prevaleva il colore nero, dovuto al rivestimento di pece. I dettagli, come bordi, pattino e cerchi, erano dipinti di vari colori. Vela e tendone avevano un colore beige per il trattamento della canapa con tannino.
Spesso in cima all'albero era presente una banderuola di lamiera, le cui forme dipendevano dal paese di appartenenza o dalla famiglia.

### Velatura

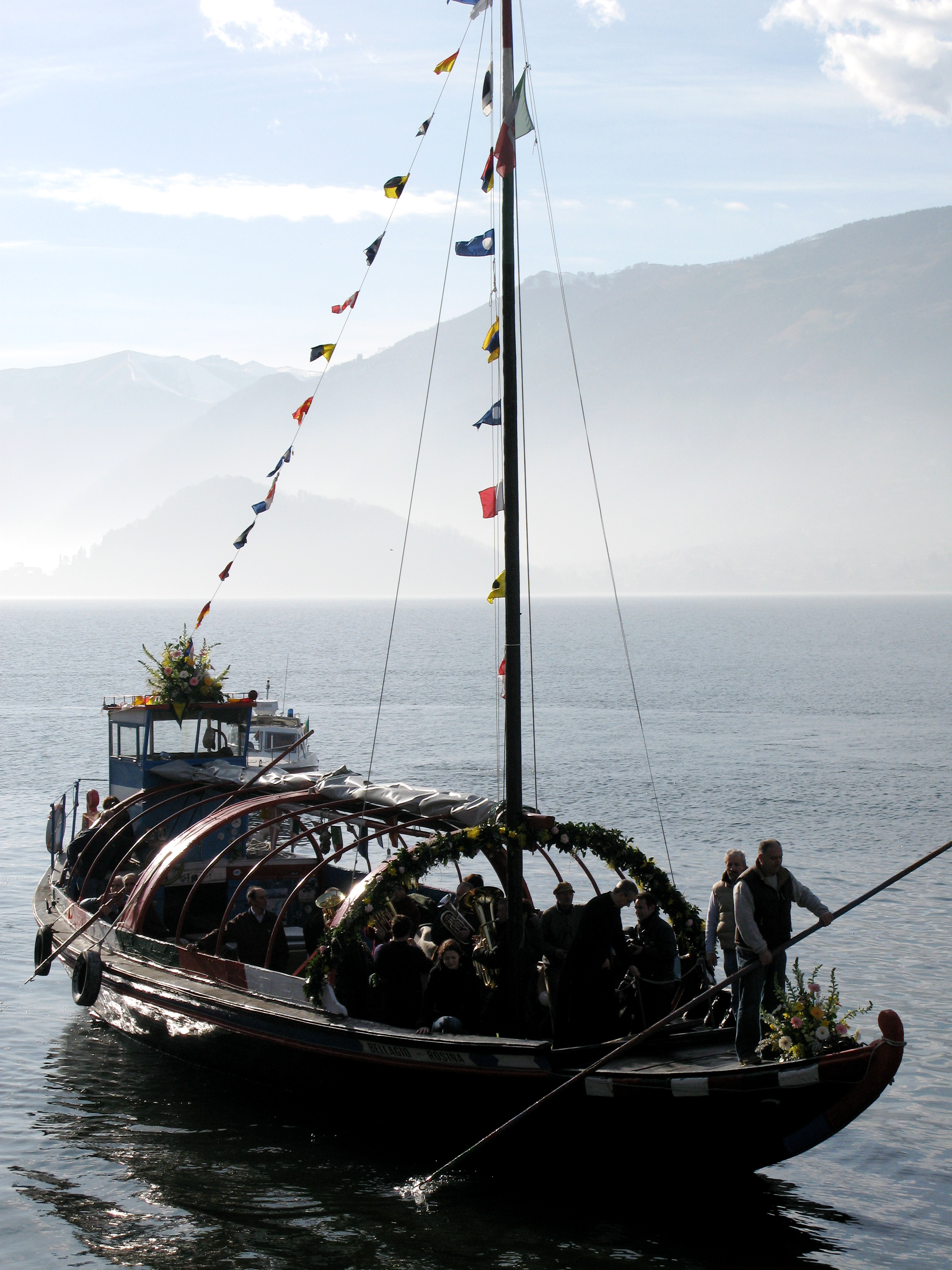
La Rosina di Bellagio, parata a festa per l'entrata del parroco a San Giovanni.

Aveva un solo albero, installato in un foro praticato in una grossa tavola del pagliolato; era fissato primo cerchio e alla mantàula (asse posto longitudinalmente sopra i cerchi).
La vela in canapa era rettangolare con dimensioni pari a quelle dello scafo; era legata al pennone (antèna) con una serie di anelli in stoffa (pantèle) rinforzati con grosse cuciture. Il pennone era alzato tramite una drizza (traciùra) che scorreva in una carrucola posta in cima all'albero. Il pennone era provvisto di una serie di bertocci (curài) infilati su un tratto di corda che circondava l'albero; ai curài era collegata una fune (calàant) per ammainare la vela con vento forte.
La vela era attraversata verticalmente da una cima (encivèl) legata ad un anello dell'albero: serviva sia a contrastare la forza del vento (formando una grande piega nel mezzo della vela) sia a evitare che la vela finisse in acqua quando veniva calata completamente. Il bordo inferiore della vela era fissato con due scotte al secondo cerchio.

### Attracco
Per carico e scarico di merci si utilizzava una semplice tavola di legno (bànca) appoggiata tra la prua dell'imbarcazione e la riva.
L'imbarcazione non disponeva di àncora, ma dietro la voluta di prua era presente un anello a cui fissare una catena d'attracco; questa catena era poi assicurata a un anello murato al molo. Per rendere più stabile l'ormeggio, era possibile fissare cime da anelli del molo ai cerchi di poppa.

## Nomi
I nomi delle imbarcazioni più piccole portavano nomi di donna, mentre le più grandi avevano aggiunto il nome del paese di appartenenza.